# Fonches-Fonchette
Fonches-Fonchette é uma comuna francesa na região administrativa de Altos da França, no departamento de Somme. Estende-se por uma área de 5,02 km². Em 2010 a comuna tinha 167 habitantes (densidade: 33,3 hab./km²).